# Jim Barrows
James Michael „Jim” Barrows (ur. 25 kwietnia 1944 w Los Angeles, zm. 28 czerwca 2024 w Steamboat Springs) – amerykański narciarz alpejski. Nie startował na żadnych  mistrzostwach świata. Wziął udział w zjeździe na igrzyskach w Grenoble, ale nie ukończył zawodów. Wziął też udział w pierwszej edycji Pucharu Świata (sezon 1966/1967), w której zajął 23. miejsce w klasyfikacji generalnej, a w klasyfikacji zjazdu był jedenasty. Był pierwszym Amerykaninem, który stanął na podium zawodów PŚ w narciarstwie alpejskim.

## Sukcesy

### Puchar Świata

#### Miejsca w klasyfikacji generalnej
- 1966/1967 – 23.

#### Miejsca na podium
1. Franconia – 10 marca 1967 (zjazd) – 3. miejsce